# Купертіно
Купертіно (англ. Cupertino) — місто (англ. city) в окрузі Санта-Клара, штат Каліфорнія, США. За 20 кілометрів від Сан-Хосе і за 75 кілометрів від Сан-Франциско. Населення — 60 381 особа (2020). Одне з міст Кремнієвої долини.
Історично Купертіно (поряд із Чайнатаун у Сан-Франциско) був центром осілості емігрантів із Китаю, і зараз частка жителів китайського походження перевищує 60 %. У Купертіно розташовані найкращі в районі затоки Сан-Франциско школи (як-от Monta Vista, Lynbrook, Homestead і Cupertino High — дві перших входять до числа найкращих шкіл Каліфорнії в цілому), що приваблює сюди сім'ї з високим рівнем доходу, які намагаються дати найкращу освіту своїм дітям.

## Географія
Купертіно розташоване за координатами 37°19′10″ пн. ш. 122°2′42″ зх. д. / 37.31944° пн. ш. 122.04500° зх. д. (37,319398, −122,044956). За даними Бюро перепису населення США, у 2010 році місто мало площу 29,16 км², з яких 29,15 км² — суходіл та 0,01 км² — водойми.
Купертіно межує з містом Саннівейл на півночі, містом Санта-Клара з північного сходу, з Сан-Хосе зі сходу і південного сходу, з містом Саратога з півдня, та з горами Санта-Круз із південного заходу. Купертіно розташоване ближче до пагорбів, ніж до затоки Сан-Франциско, вздовж якого переважно сконцентровані офіси технологічних компаній, що складають серце бізнесу Кремнієвої долини.

## Демографія
Згідно з переписом 2010 року, у місті мешкали 58 302 особи у 20 181 домогосподарстві у складі 15 776 родин. Густота населення становила 2000 осіб/км². Було 21 027 помешкань (721/км²).
Расовий склад населення:
| - 63,3 % — азіатів - 31,3 % — білих - 0,6 % — чорних або афроамериканців - 0,2 % — корінних американців - 0,1 % — вихідців із тихоокеанських островів - 1,1 % — осіб інших рас |

До двох чи більше рас належало 3,3 %. Частка іспаномовних становила 3,6 % від усіх жителів.
За віковим діапазоном населення розподілялося таким чином: 27,6 % — особи молодші 18 років, 59,9 % — особи у віці 18—64 років, 12,5 % — особи у віці 65 років та старші. Медіана віку мешканця становила 39,9 року. На 100 осіб жіночої статі у місті припадало 97,4 чоловіка; на 100 жінок у віці від 18 років та старших — 94,6 чоловіка також старших 18 років.
Середній дохід на одне домашнє господарство становив 168 432 долари США (медіана — 141 953), а середній дохід на одну сім'ю — 189 517 доларів (медіана — 166 465). Медіана доходів становила 139 430 доларів для чоловіків та 93 338 доларів для жінок. За межею бідності перебувало 3,7 % осіб, у тому числі 2,4 % дітей у віці до 18 років та 6,0 % осіб у віці 65 років та старших.
Цивільне працевлаштоване населення становило 26 184 особи. Основні галузі зайнятості: науковці, спеціалісти, менеджери — 28,0 %, виробництво — 26,2 %, освіта, охорона здоров'я та соціальна допомога — 16,6 %.

## Економіка
У місті знаходиться штаб-квартира корпорації Apple і офіси інших комп'ютерних компаній, таких як Zend Technologies, MySQL AB, Seagate Technology, Lab126.

### Відомі Компанії
Відомі компанії, головні офіси яких розміщено в Купертіно:
- Apple
- Bromium
- Chordiant
- Cloud.com
- Lab126
- MySQL AB
- Packeteer
- Seagate Technology
- SugarCRM
- Zend Technologies

## Відомі люди
- Аарон Екгарт (* 1968) — американський актор театру та кіно.

## Міста-побратими
- Новий Тайбей, Тайвань[8]